# Parque estatal del Espinilho
El Parque Estadual del Espinillo (en portugués: Parque Estadual do Espinilho) es un área protegida ubicada en el municipio de Barra del Cuareim, en el extremo suroeste de Río Grande del Sur al sur de Brasil.
El parque fue creado en 1975 por el Decreto N.º 23.798 del Estado del Río Grande del Sur, inicialmente con una superficie de 276 hectáreas. Su área se amplió en 2002 por el Decreto N.º 41.440 del Estado del Río Grande del Sur (28 de febrero de 2002), por lo que ahora ocupa 1617,14 hectáreas. No está abierto al público.
El clima de la región es del tipo Cfa de Köeppen, con una temperatura media anual de 23,4 °C y precipitaciones de 1.300 mm. El espinillo es una planta leñosa, con dimensiones que pueden alcanzar los tres metros de altura, espinosa y que produce una pequeña cápsula de un centímetro, donde están las semillas.